# Rimas Antanas Ručys
Rimas Antanas Ručys (* 26. Mai 1954 in Balbieriškis, Rajongemeinde Prienai)  ist ein litauischer liberaler Politiker, Mitglied des Seimas.

## Biografie
Nach dem Abitur 1973 an der Mittelschule absolvierte er 1978 das Diplomstudium als Sportlehrer am Lietuvos kūno kultūros institutas. Von 1978 bis 1981 arbeitete er als Trainer im Sportverein „Nemunas“ und ab 1987 beim Verein SSD „Žalgiris“ in Prienai. 2008 war er Gehilfe von Valentinas Mazuronis im Seimas. 
Von 2003 bis 2007 war er Mitglied im Rat der Rajongemeinde Prienai und 2007 im Stadtrat Kaunas. Von 2008 bis 2012 war er Mitglied im Seimas als gewählter Vertreter des Wahlbezirks Altstadt Vilnius. Seit Juni 2014 ist er wieder Seimas-Mitglied, da sein Parteigenosse Valentinas Mazuronis in das Europaparlament gewählt wurde.
Seit 2002 ist er Mitglied der rechtspopulistischen Partei Tvarka ir teisingumas (Ordnung und Gerechtigkeit).
Er ist verheiratet. Seine Frau Aušra ist Rechtsanwältin. Sie haben zwei Töchter Dovilė und Deimantė.